# Множество Витали
Мно́жество Вита́ли — первый пример множества вещественных чисел, не имеющего меры Лебега (то есть в определённом смысле ему нельзя приписать длину, ни нулевую, ни какую-либо ещё).
Этот пример, ставший классическим, описал итальянский математик Джузеппе Витали в 1905 году.

## История
Годом ранее статьи Витали, в 1904 году, Анри Лебег опубликовал «Лекции об интегрировании и отыскании примитивных функций», где изложил свою теорию меры и высказал надежду, что она окажется применима к любому ограниченному множеству вещественных чисел. Открытие множества Витали показало, что эта надежда не оправдалась. В дальнейшем были обнаружены и другие контрпримеры, однако их построение всегда существенно опирается на аксиому выбора.

## Построение
Рассмотрим следующее отношение эквивалентности {\displaystyle \sim } на отрезке {\displaystyle [0,\;1]}: {\displaystyle x\sim y}, если разница {\displaystyle x-y} рациональна. Как обычно, это отношение эквивалентности разбивает интервал {\displaystyle [0,\;1]} на классы эквивалентности, каждый из которых имеет счётную мощность, но их количество имеет мощность континуума. Далее, из каждого класса эквивалентности выберем по представителю — одной точке (здесь мы пользуемся аксиомой выбора).
Тогда полученное множество {\displaystyle E} представителей будет неизмеримым.
Действительно, если сдвинуть {\displaystyle E} счётное число раз на все рациональные числа из интервала {\displaystyle [-1,1]}, то объединение будет содержать весь отрезок {\displaystyle [0,1],} но при этом оно будет содержаться в отрезке {\displaystyle [-1,2]}.
При этом «сдвинутые копии» множества {\displaystyle E} не будут пересекаться друг с другом, что непосредственно следует из построения {\displaystyle \sim } и {\displaystyle E}.
Предположим, что {\displaystyle E} измеримо по Лебегу, тогда возможны 2 варианта:
- Мера E равна нулю. Тогда мера интервала {\displaystyle [0,1]}, как счётного объединения множеств меры нуль, тоже будет равна нулю.
- Мера E больше нуля. Тогда аналогично заключаем, что мера интервала {\displaystyle [-1,2]}, в силу счётной аддитивности меры Лебега, будет бесконечна.

В обоих случаях получается противоречие. Таким образом, множество Витали не измеримо по Лебегу.